# Фантом (филм)
Фантом (енгл. The Phantom) је филм из 1996. базиран на стрипу Лија Фока. Режисер је Сајмон Винсер, док главне улоге играју: Били Зејн, Кристи Свонсон, Трит Вилијамс и Кетрин Зита-Џоунс. 
Фантом, 21. наследник сталног суперхероја Бангале, суочава се са борбом против зла, када путује у Њујорк како би спречио лудака да узме три магичне лобање које ће му дати врхунску моћ.

## Радња
Године 1938, у џунглама Бенгала, четири њујоршка гангстера, заједно са дечаком вођом Заком, траже лобање Туганде, које, према древним легендама, дају својим власницима разорну моћ. Откривши град племена Туганда, разбојници улазе у огромну пећину, која је била испуњена накитом и људским остацима. Убрзо су пронашли сребрну лобању, али чим су је узели у руке, оживљена мумија почиње да дави једног од гангстера. Разбојници у страху напуштају пећину, а у међувремену се буди Фантом, који креће у потеру за пљачкашима. Према легенди, Фантом је дух који је бесмртан и штити Бенгал више од 400 година. 

## Улоге
| Глумац            | Улога             |
| ----------------- | ----------------- |
| Били Зејн         | Фантом/Кит Вокер  |
| Кристи Свонсон    | Дајана Палмер     |
| Кетрин Зита-Џоунс | Сала              |
| Трит Вилијамс     | Зандер Дракс      |
| Џејмс Ремар       | Квил              |
| Кари Тагава       | Велики Кабај Сенг |
| Бил Смитрович     | Ујак Дејв Палмер  |
| Кејси Шимаско     | Морган            |
| Дејвид Провал     | Чарли Зефро       |
| Џон Кеподис       | Ал таксиста       |

## Зарада
Филм је у САД зарадио 17.323.326$.